# Kaikohe
Kaikohe ist eine kleine Stadt im Far North District der Region Northland auf der Nordinsel von Neuseeland.

## Geographie
Kaikohe befindet sich rund 60 km nordwestlich von Whangārei eingebettet in eine Hügellandschaft mit bis zu 361 m hohen umgebenen Bergen. Knapp 5 km nördlich liegt der 4,5 × 3,5 km große und nur 2–3 m tiefe Lake Ōmāpere. Etwa 5 km östlich befindet sich die kleine Ortschaft Ngawha Springs. Hier tritt aus dem Ngawha-Geothermalfeld heißes Thermalwasser an die Oberfläche. Westlich der Stadt erhebt sich der Kaikohe Hill 300 m über den Meeresspiegel. Von hier aus hat man eine gute Aussicht auf die Dünen des Hokianga Habour und das Farmland östlich und südlich des 625 m hohen Mount Hikurangi.
Die Hügel um die Stadt herum sind vulkanischen Ursprungs, in denen sich ehemals befestigte Dörfern der Māori (Pā) befanden.

## Geschichte
Die Stadt hat ihren Ursprung in einem Dorf der Māori namens Opango, das das kulturelle Zentrum des Iwi Ngāpuhi war. Im frühen 19. Jahrhundert überfiel ein rivalisierender Māori-Stamm das Dorf, die Überlebenden fristeten ihr Dasein in den Kohekohe-Hainen (Kohekohe ist ein einheimischer Baum) auf dem Tokareireia (Kaikohe-Hügel, heute Kaikohe Hill). Nach dem Zwischenfall wurde der Ort als Kaikohekohe (kai bedeutet Nahrung) bekannt, das später zu Kaikohe verkürzt wurde.
Der Kriegshäuptling Hone Heke siedelte sich 1848 nach dem Ende der Kämpfe in dem Ort an und starb dort zwei Jahre später. Sein Neffe gleichen Namens lebte ebenfalls in Kaikohe, er war für die Māori der Nordinsel Mitglied im Neuseeländischen Parlament. Im April 1911 wurde auf dem Kaikohe-Hügel ein Denkmal für ihn enthüllt.
Zum 1. Mai 1914 wurde die Bahnstrecke Otiria–Okaihau bis Kaikohe eröffnet. 1976 wurde hier der Personenverkehr und 1987 der Güterverkehr eingestellt, die Strecke stillgelegt und die Gleise abgetragen.
Ein Park in der Stadt wurde Rawiri Taiwhanga gewidmet. Er war vermutlich Neuseelands erster Farmer, der mit der heute ökonomisch bedeutsamen kommerziellen Milchwirtschaft begonnen hat. 1934 heilt er Milchkühe und verkaufte Butter. In der Stadt befindet sich auch eine Pioneer Village, die eine detailgetreu nachempfundene Gemeinde in Northland des 19. Jahrhunderts darstellt.

## Bevölkerung
Zum Zensus des Jahres 2013 zählte der Ort 3915 Einwohner, 5,1 % weniger als zur Volkszählung im Jahr 2006.

## Wirtschaft
Kaikohe ist als Einkaufs- und Dienstleistungszentrum für eine vorwiegend landwirtschaftlich geprägte Region mit einem Einzugsgebiet von 28.000 Einwohnern von regionaler Bedeutung.

## Infrastruktur
Durch die Stadt führt der New Zealand State Highway 12, der Kaikohe mit den westlichen und östlichen Landesteilen der Region verbindet.

## Persönlichkeiten
- Laurie Byers (1941–2024), Radsportler und Lokalpolitiker, Einwohner der Stadt
- Hone Heke (um 1810–1850), Kriegshäuptling, wohnte zeitweilig im Ort
- David Lange (1942–2005), früherer Premierminister Neuseelands, war Einwohner der Stadt
- Jim Peters, ehemaliges Mitglied des Parlaments für New Zealand First, ist Einwohner der Stadt